# Gastromicans albopilosa
Espèce
Synonymes
- Beata albopilosa Simon, 1903
- Gastromicans squamulata Mello-Leitão, 1917

Gastromicans albopilosa est une espèce d'araignées aranéomorphes de la famille des Salticidae.

## Distribution
Cette espèce se rencontre au Paraguay et au Brésil.

## Publication originale
- Simon, 1903 : Histoire naturelle des araignées. Paris, vol. 2, p. 669-1080 (texte intégral).